# Cuencas costeras entre río Maule y límite regional
Las cuencas costeras entre río Maule y límite regional son varias cuencas exorreicas costeras que fluyen desde la cordillera de la Costa hacia el océano Pacífico ubicadas entre la desembocadura del río Maule y el límite entre las regiones chilenas de Maule y Ñuble que el inventario de cuencas BNA reúne bajo el ítem 074.
En el inventario de cuencas DARH las subcuencas del inventario BNA han pasado a ser cuencas independientes, las 0704, 0705, 0706 y 0708. Esta última sobrepasa levemente hacia el sur el límite regional.
| BNA | DARH                                           |
| --- | ---------------------------------------------- |
|     | [[File:I-maule-DARH.svg\|900px\|alt={{{Alt\|]] |

## Límites y relieve
Este ítem limita al norte y al este con la cuenca del río Maule, particularmente con el río Purapel y el río Cauquenes. Al sur limita con las Categoría:Cuencas costeras entre límite regional y río Itata (080). Sus cuencas cubren un área de 1936 km².: 2–10 
El relieve de la zona está caracterizado por la presencia de 2 unidades geomorfológicas, la Cordillera de la Costa, un macizo montañoso, cuya altura máxima no sobrepasa los 700 m s. n. m. y las planicies litorales que se presentan como extensas zonas relativamente planas, con suave pendiente hacia el oeste. En algunos lugares la cordillera llega hasta el mar e impide la formación de las planicies.: 2–8 

## Población

Distribución de comunas en y en torno al ítem 074 de inventario de cuencas de Chile (BNA). En rojo comunas, en azul cuencas y en negro algunas localidades.

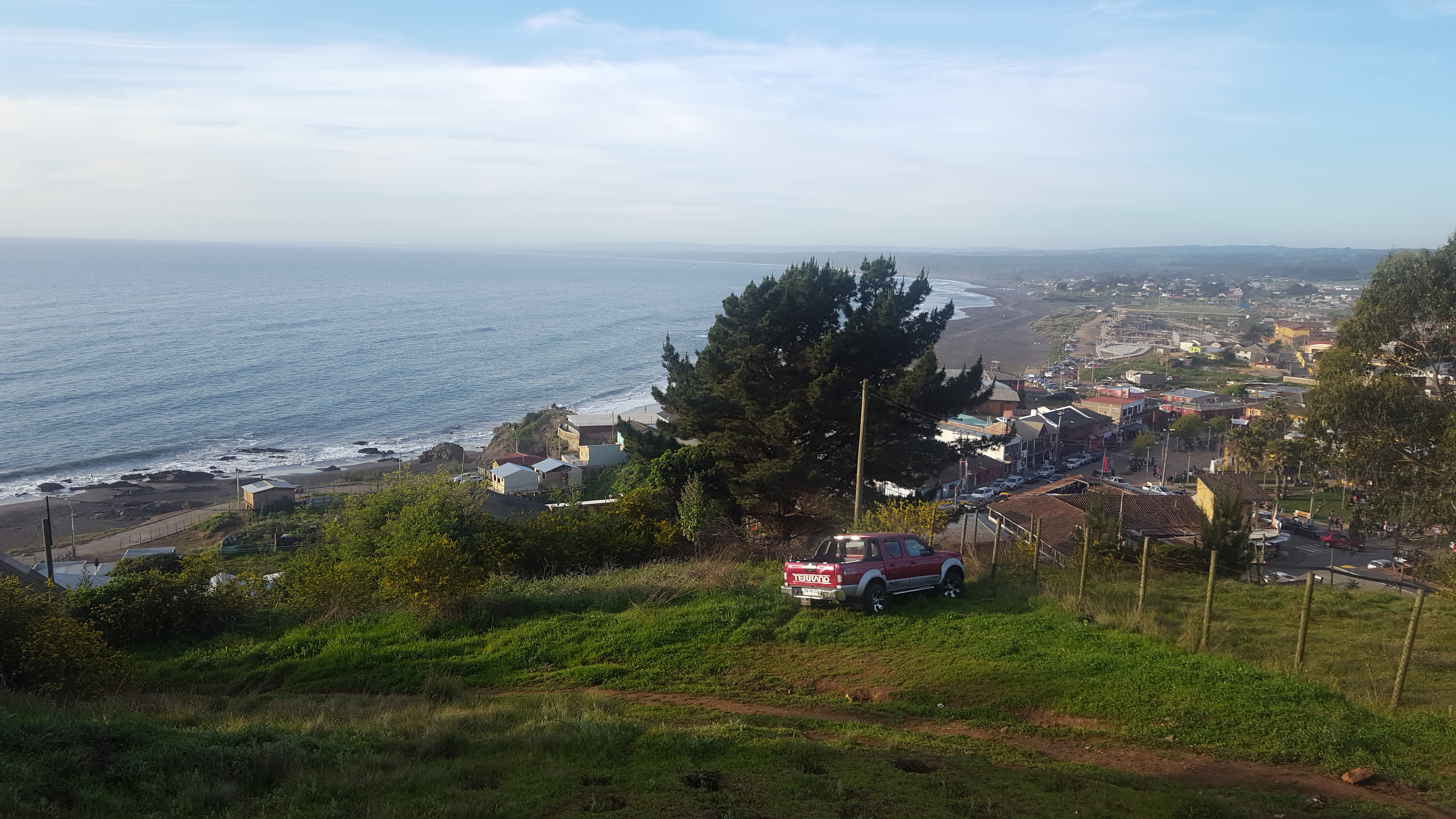
Vista del poblado de Pelluhue y sus alrededores. Se aprecian claramente las planicies costeras.

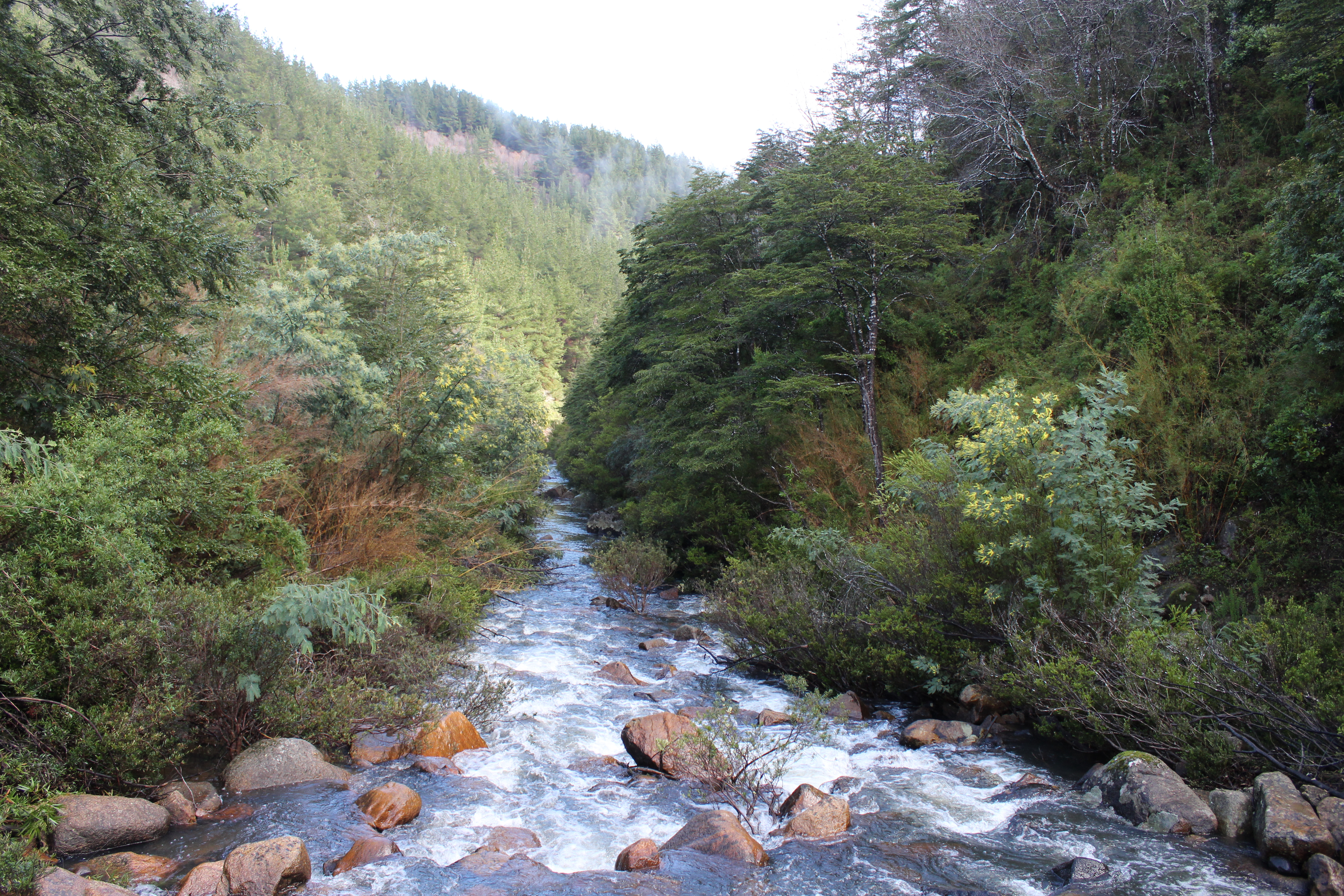
Entre cerros y bosques la reserva nacional Los Ruiles.

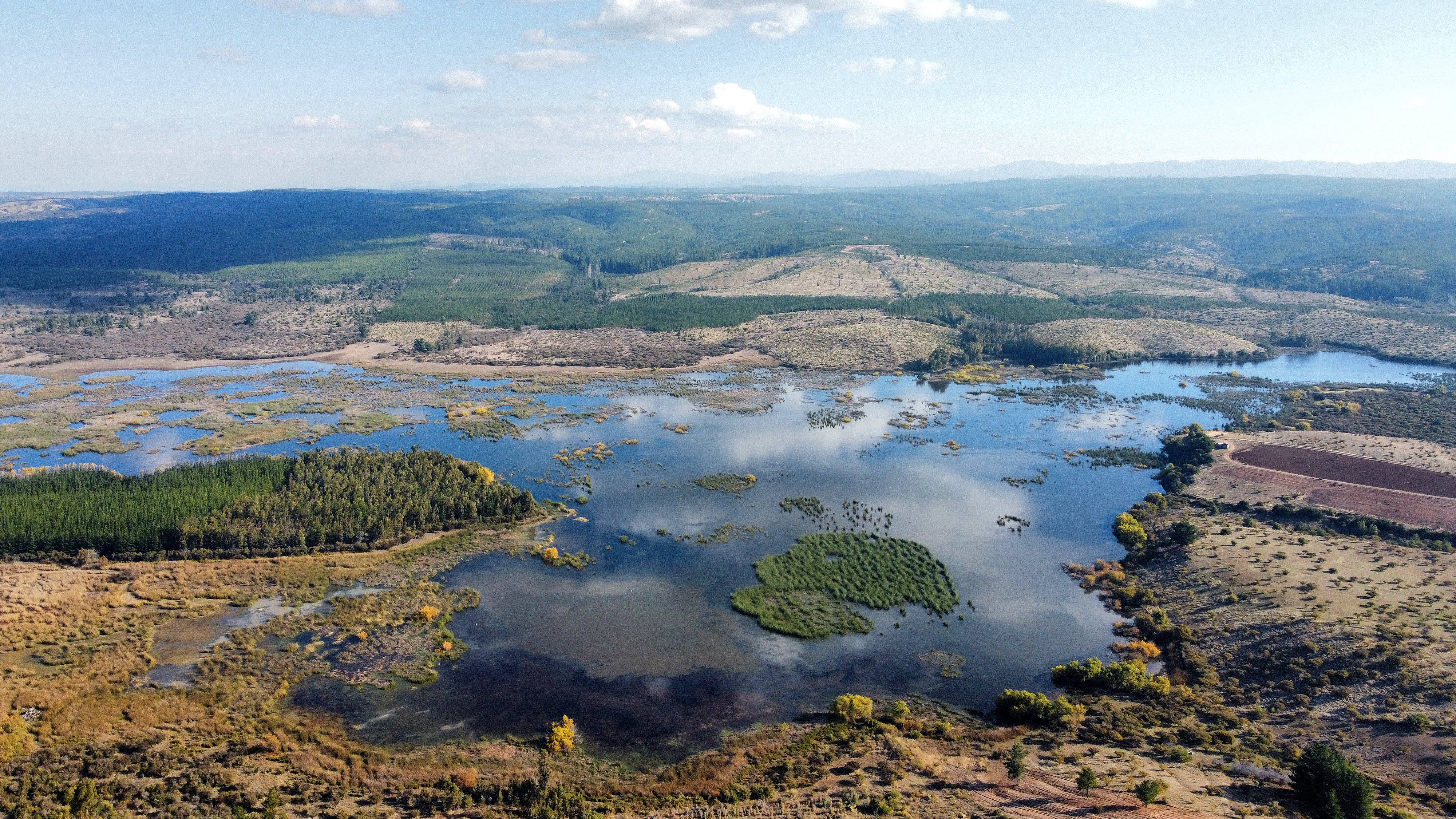
Ciénagas del Name.

El ítem está ubicado casi completamente en la Región de Maule y un 2,6 % de su área en la Región de Ñuble.
| Región | Provincia | Comuna       | Área de la Comuna | Porcentaje del ítem |
| ------ | --------- | ------------ | ----------------- | ------------------- |
| Maule  |           |              | 194.028,35        | 97,243 %            |
|        | Talca     |              | 77.678,338        | 38,931 %            |
|        |           | Constitución | 28.775,482        | 14,422 %            |
|        |           | Empedrado    | 48.902,856        | 24,509 %            |
|        | Cauquenes |              | 116.285,123       | 58,28 %             |
|        |           | Cauquenes    | 27.775,898        | 13,921 %            |
|        |           | Chanco       | 51.712,626        | 25,917 %            |
|        |           | Pelluhue     | 36.796,598        | 18,442 %            |
|        | Linares   |              | 64,889            | < 0,1 %             |
|        |           | San Javier   | 64,889            | < 0,1 %             |
| Ñuble  |           |              | 5.191,011         | 2,602 %             |
|        | Itata     |              | 5.191,011         | 2,602 %             |
|        |           | Quirihue     | 342,325           | 0,172 %             |
|        |           | Cobquecura   | 4.848,687         | 2,43 %              |

Algunas ciudades y poblades emplazados en el ítem son Los Pellines, Empedrado, Chanco, Curanipe y Pelluhue. De importancia histórica es el Faro Cabo Carranza.

## Subdivisiones
La Dirección General de Aguas subdivide o reúne las cuencas de Chile acorde a las necesidades de estudio y gestión. Existen dos inventarios que han logrado ser aceptados como principales, el del inventario de cuencas del Banco Nacional de Aguas (BNA) de 1978, de mayor uso, y el inventario de cuencas del Departamento de Administración de Recursos Hídricos (DARH) de 2014 de mejor cartografía que ha obligado a redefinir algunos límites, a veces con cambios mayores, pero también por algunas redefiniciones del concepto de subcuenca.
La subdivisión del BNA es como sigue:
| Cuenca                                      | Subcuenca | Subsubcuenca | Aguas                                                                  | Área drenaje km² | Observaciones |
| ------------------------------------------- | --------- | ------------ | ---------------------------------------------------------------------- | ---------------- | ------------- |
| 074 Costeras Maule y límite regional (mapa) |           |              |                                                                        |                  |               |
| 074                                         | 0740      | 07400        | Costeras entre Quebrada Honda y Río Reloca                             | 511              |               |
| 074                                         | 0741      | 07410        | Costeras entre Río Reloca y Estero Empedrado                           | 502              |               |
| 074                                         | 0741      | 07411        | Río Reloca Entre Arriba Estero Empedrado y Desembocadura               | 132              |               |
| 074                                         | 0742      | 07420        | Costeras entre Río Reloca y Río Curanilahue                            | 90               |               |
| 074                                         | 0743      | 07430        | Río Curanilahue                                                        | 197              |               |
| 074                                         | 0744      | 07440        | Costeras Entre Río Curanilahue y Límite Región (Estero Pullay)         | 564              |               |
| total:                                      | 5         | 6            | Región: VII - XVI ((97 - 3)%) / Tipo: Exorreica / Desemb.: O. Pacífico | 1996             |               |

La disposición de cuencas en el inventario DARH es la siguiente:
| Código     | Nombre                                        | Código en mapa                                | Tipología de cuenca                           | Vertiente de cuenca                           | Origen de cuenca                              | Temperatura media anual (C°)                  | Temperatura máxima (C°)                       | Temperatura mínima (C°)                       | Precipitación anual (mm)                      | Número de estaciones fluviométricas           | Número de estaciones pluviométricas           | Área (km²)                                    |
| ---------- | --------------------------------------------- | --------------------------------------------- | --------------------------------------------- | --------------------------------------------- | --------------------------------------------- | --------------------------------------------- | --------------------------------------------- | --------------------------------------------- | --------------------------------------------- | --------------------------------------------- | --------------------------------------------- | --------------------------------------------- |
| 0704       | Cuencas Costeras entre Río Maule y Río Reloca | Cuencas Costeras entre Río Maule y Río Reloca | Cuencas Costeras entre Río Maule y Río Reloca | Cuencas Costeras entre Río Maule y Río Reloca | Cuencas Costeras entre Río Maule y Río Reloca | Cuencas Costeras entre Río Maule y Río Reloca | Cuencas Costeras entre Río Maule y Río Reloca | Cuencas Costeras entre Río Maule y Río Reloca | Cuencas Costeras entre Río Maule y Río Reloca | Cuencas Costeras entre Río Maule y Río Reloca | Cuencas Costeras entre Río Maule y Río Reloca | Cuencas Costeras entre Río Maule y Río Reloca |
| 070400     | Los Pellines                                  | 0                                             | Exorreica                                     | Pacífico                                      | Pluvial                                       | 12.1                                          | 23.5                                          | 3.8                                           | 900.8                                         | 0                                             | 0                                             | 258.9                                         |
| 070401     | Río Pinotalca                                 | 0                                             | Exorreica                                     | Pacífico                                      | Pluvial                                       | 12.0                                          | 23.8                                          | 3.6                                           | 931.1                                         | 1                                             | 0                                             | 244.2                                         |
| 0705       | Cuenca Río Reloca                             | Cuenca Río Reloca                             | Cuenca Río Reloca                             | Cuenca Río Reloca                             | Cuenca Río Reloca                             | Cuenca Río Reloca                             | Cuenca Río Reloca                             | Cuenca Río Reloca                             | Cuenca Río Reloca                             | Cuenca Río Reloca                             | Cuenca Río Reloca                             | Cuenca Río Reloca                             |
| 070500     | Río Reloca                                    | 0                                             | Exorreica                                     | Pacífico                                      | Pluvial                                       | 13.0                                          | 23.5                                          | 5.5                                           | 838.5                                         | 0                                             | 0                                             | 429.9                                         |
| 070501     | Estero Empedrado                              | 0                                             | Exorreica                                     | Pacífico                                      | Pluvial                                       | 12.1                                          | 24.3                                          | 3.4                                           | 948.0                                         | 0                                             | 0                                             | 66.9                                          |
| 070502     | Río Rari                                      | 0                                             | Exorreica                                     | Pacífico                                      | Pluvial                                       | 12.1                                          | 25.0                                          | 3.1                                           | 966.5                                         | 0                                             | 0                                             | 131.4                                         |
| 0706       | Cuencas Costeras Chanco                       | Cuencas Costeras Chanco                       | Cuencas Costeras Chanco                       | Cuencas Costeras Chanco                       | Cuencas Costeras Chanco                       | Cuencas Costeras Chanco                       | Cuencas Costeras Chanco                       | Cuencas Costeras Chanco                       | Cuencas Costeras Chanco                       | Cuencas Costeras Chanco                       | Cuencas Costeras Chanco                       | Cuencas Costeras Chanco                       |
| 070600     | Estero Puchaman                               | 0                                             | Exorreica                                     | Pacífico                                      | Pluvial                                       | 13.1                                          | 23.8                                          | 5.7                                           | 828.6                                         | 0                                             | 0                                             | 54.6                                          |
| 07060100   | Río Rahue                                     | 81                                            | Exorreica                                     | Pacífico                                      | Pluvial                                       | 11.9                                          | 23.9                                          | 3.5                                           | 916.1                                         | 0                                             | 0                                             | 41.3                                          |
| 0706010000 | Estero de Chanco                              | 82                                            | Exorreica                                     | Pacífico                                      | Pluvial                                       | 13.1                                          | 24.3                                          | 5.3                                           | 848.1                                         | 0                                             | 0                                             | 30.0                                          |
| 0706010001 | Estero Lircay                                 | 83                                            | Exorreica                                     | Pacífico                                      | Pluvial                                       | 12.3                                          | 24.3                                          | 3.9                                           | 906.7                                         | 0                                             | 0                                             | 73.3                                          |
| 0707       | Cuencas Costeras Maule Sur                    | Cuencas Costeras Maule Sur                    | Cuencas Costeras Maule Sur                    | Cuencas Costeras Maule Sur                    | Cuencas Costeras Maule Sur                    | Cuencas Costeras Maule Sur                    | Cuencas Costeras Maule Sur                    | Cuencas Costeras Maule Sur                    | Cuencas Costeras Maule Sur                    | Cuencas Costeras Maule Sur                    | Cuencas Costeras Maule Sur                    | Cuencas Costeras Maule Sur                    |
| 070700     | Río Curanilahue                               | 0                                             | Exorreica                                     | Pacífico                                      | Pluvial                                       | 12.1                                          | 24.0                                          | 3.8                                           | 903.4                                         | 0                                             | 0                                             | 124.5                                         |
| 070701     | Río Curanipe                                  | 0                                             | Exorreica                                     | Pacífico                                      | Pluvial                                       | 12.3                                          | 23.6                                          | 4.4                                           | 879.0                                         | 0                                             | 0                                             | 80.0                                          |
| 070702     | Río Chovellen                                 | 0                                             | Exorreica                                     | Pacífico                                      | Pluvial                                       | 11.8                                          | 23.4                                          | 3.6                                           | 933.9                                         | 0                                             | 0                                             | 216.9                                         |
| 070703     | Estero Coliguay                               | 0                                             | Exorreica                                     | Pacífico                                      | Pluvial                                       | 12.5                                          | 23.2                                          | 4.9                                           | 877.7                                         | 0                                             | 0                                             | 145.2                                         |

## Hidrología

### Red hidrográfica
Los cuerpos de agua considerados en esta categoría son:

### Caudales y régimen
El régimen de estas cuencas es puramente pluvial.: 2–10 

### Humedales
El sistema de información y monitoreo de biodiversidad del Ministerio del Medio Ambiente no registra humedales de tipo alguno en el ítem. El humedal de Reloca está dentro de los sitios protegidos.

### Glaciares
El inventario público de glaciares de Chile 2022 no registra glaciares en esta zona.

## Obras hidráulicas
En todo el ítem 074 existe solo una estación fluviométrica, en el río Reloca.: 2–34 

## Clima

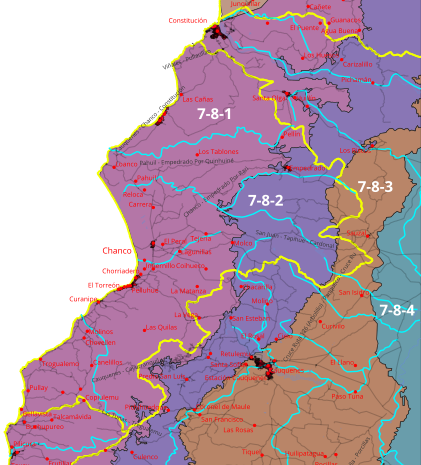
Distritos agroclimáticos en el ítem 074 del inventario de cuencas BNA según el Atlas agroclimático de Chile. Las líneas amarillas son los límites de las cuencas o ítems.

El Atlas agroclimático de Chile distingue tres distritos climáticos en las cuencas:
- 7-8-1 Templado cálido supratermal con régimen de humedad subhúmedo seco (Csb2Shs). La temperatura oscila entre un máximo de enero de 24,4 °C (máxima de 26,3 °C y mínima de 20 °C dentro del distrito) y un mínimo de julio de 6,3 °C (máxima de 6,7 °C y mínima de 5,3 °C dentro del distrito). Tiene un promedio de 339 días consecutivos libres de heladas. En el año se registra un promedio de 2 heladas. El período de temperaturas favorables a la actividad vegetativa dura 11 meses. Registra anualmente 1.362 días grado y 303 horas de frío acumuladas hasta el 31 de julio. La precipitación media anual es de 920 mm y un período seco de 5 meses, con un déficit hídrico de 726 mm/año. El período húmedo dura 4 meses durante los cuales se produce un excedente hídrico de 375 mm.
- 7-8-2 Templado cálido supratermal con régimen de humedad subhúmedo seco (Csb2Shs). La temperatura oscila entre un máximo de enero de 27,1 °C (máxima de 29 °C y mínima de 24,6 °C dentro del distrito) y un mínimo de julio de 5,7 °C (máxima de 6,5 °C y mínima de 4,7 °C dentro del distrito). Tiene un promedio de 300 días consecutivos libres de heladas. En el año se registra un promedio de 3 heladas. El período de temperaturas favorables a la actividad vegetativa dura 9 meses. Registra anualmente 1.595 días grado y 395 horas de frío acumuladas hasta el 31 de julio. La precipitación media anual es de 858 mm y un período seco de 6 meses, con un déficit hídrico de 838 mm/año. El período húmedo dura 4 meses durante los cuales se produce un excedente hídrico de 325 mm.
- 7-8-3 Templado cálido supratermal con régimen de humedad subhúmedo seco (Csb2Shs). La temperatura oscila entre un máximo de enero de 29,5 °C (máxima de 31 °C y mínima de 27,8 °C dentro del distrito) y un mínimo de julio de 5 °C (máxima de 6 °C y mínima de 4,3 °C dentro del distrito). Tiene un promedio de 262 días consecutivos libres de heladas. En el año se registra un promedio de 6 heladas. El período de temperaturas favorables a la actividad vegetativa dura 9 meses. Registra anualmente 1.754 días grado y 557 horas de frío acumuladas hasta el 31 de julio. La precipitación media anual es de 816 mm y un período seco de 6 meses, con un déficit hídrico de 947 mm/año. El período húmedo dura 4 meses durante los cuales se produce un excedente hídrico de 291 mm.

Diagrama Walter Lieth para la localidad de Pelluhue, ubicada en la costa del océano Pacífico a una latitud de 36°S.

Los diagramas Walter Lieth muestran con un área azul los periodos en que las precipitaciones sobrepasan la cantidad de agua que el calor del sol evapora en el mismo lapso de tiempo, (un promedio de 10 °C mensuales evaporan 20 mm de agua caída) dejando un clima húmedo. Por el contrario, las zonas amarillas indican que durante ese tiempo el agua caída puede ser evaporada por el calor del sol. El área gris señala meses muy húmedos.

## Áreas bajo protección oficial y conservación de la biodiversidad
El sistema de información y monitoreo de biodiversidad del Ministerio del Medio Ambiente de Chile señala varias zonas protegidas por ley:
- Reserva forestal Federico Albert (Reserva nacional Federico Albert)
- Reserva nacional Los Queules
- Reserva nacional Los Ruiles
- Santuario de la naturaleza Arcos de Calán
- Santuario de la naturaleza Humedal de Reloca